# Fascia antibrachiale
La Fascia antibrachiale (o fascia profonda dell'avambraccio) ininterrotta sopra la fascia brachiale, è un rivestimento denso, membranoso, che forma una guaina generale per i muscoli in questa regione; è attaccata posteriormente all'olecrano e al margine dorsale dell'ulna ed emana dalla sua superficie profonda numerosi setti intermuscolari, che racchiudono separatamente ciascun muscolo.
Sopra i tendini dei muscoli flessori quando si avvicinano al polso è particolarmente ispessita e forma il legamento carpale volare.
Questo è continuo con il legamento carpale trasverso e forma una guaina per il tendine del palmaris longus che passa sopra il legamento carpale trasverso per essere inserito nell'aponeurosi palmare.
Dietro, vicino all'articolazione del polso, è ispessita dall'aggiunta di molte fibre trasversali e forma il legamento carpale dorsale.
È molto più grossa sulla dorsale che sulla superficie volare e sulla parte inferiore che sulla parte superiore dell'avambraccio, ed è rinforzato superiormente da fibre tendinee derivate dal Biceps brachii davanti e dal Triceps brachii dietro.
Dà origine alle fibre muscolari, soprattutto nella parte superiore dei lati mediale e laterale dell'avambraccio e forma i confini di una serie di cavità a forma di cono, in cui sono contenuti i muscoli.
Oltre ai setti verticali che separano i singoli muscoli, vengono emessi setti trasversali sia sulla superficie palmare che dorsale dell'avambraccio, separando gli strati muscolari profondi da quelli superficiali.
Esistono aperture nella fascia per il passaggio di vasi e nervi; una di queste aperture di grandi dimensioni, situata nella parte anteriore del gomito, serve per il passaggio di un ramo comunicante tra le vene superficiale e profonda.